# Juan Bautista Cambiaso
Die Juan Bautista Cambiaso ist eine 2009 gebaute Schonerbark, die zunächst unter dem Namen Royal Helena als bulgarisches Charterschiff im Schwarzen Meer fuhr und die dominikanische Marine seit 2018 als Segelschulschiff nutzt.

## Bau und technische Daten
Die Juan Bautista Cambiaso ist eine stählerne Schonerbark (auch als Barkentine bezeichnet), deren Grundentwurf vom polnischen Konstrukteur Zygmunt Choren stammt. Sie ist ein Schwesterschiff der polnischen Iskra und Pogoria sowie der bulgarischen Kaliakra. Kennzeichen dieser Schiffe ist die Takelung mit drei verschiedenen Segeltypen: Barkentinen-typisch Rahsegel am Fock- (vorderer Mast) sowie Gaffelsegel am Großmast (mittlerer Mast), jedoch Bermudasegel statt einer weiteren Gaffelbesegelung am Besanmast (hinterer Mast). Im Gegensatz zu den Schwesterschiffen wurde die Juan Bautista Cambiaso nicht in Polen, sondern auf der bulgarischen Werft MTG Dolphin, in Warna gebaut, wo sie am 29. August 2009 als Royal Helena vom Stapel lief.
Sie ist über alles 54,00 Meter lang, 8,20 Meter breit, hat einen Tiefgang von 3,93 Metern und ist mit 254 BRT vermessen bei einer Verdrängung von 402 Tonnen. In ihrem Rigg können bis zu 16 Segeln mit 1000 m² Segelfläche gesetzt werden. Unter Segeln erreicht sie eine Geschwindigkeit von 12,0 Knoten, unter Motor – einem Volvo Penta–Dieselmotor des Typs D12D-C mit einer Leistung von 450 PS – 8,0 Knoten. Die Besatzung in der dominikanischen Marine besteht aus 12 Offizieren und Mannschaften sowie bis zu 37 Kadetten.

## Geschichte

### Bulgarisches CharterschiffRoyal Helena
Eigner des Schiffes war das bulgarische Unternehmen „Topsail Varna“ aus Warna, das das Schiff für Charterfahrten bauen ließ. Für Tagesfahrten war der Segler für bis zu 100 Passagiere zugelassen, bei Kreuzfahrten konnten 47 Passagiere an Bord untergebracht werden. Dafür war die Royal Helena mit 32 Kabinen ausgestattet, die Platz für 2 bis 14 Personen boten. Das Schiff fuhr in den Sommermonaten auf dem Schwarzen Meer, dem Marmarameer sowie dem östlichen Mittelmeer.
Die Royal Helena beteiligte sich an Regatten und Großseglertreffen, so 2010 an der St. Martin Classic Yacht Regatta, die von der Caribbean Sail Training Association auf den niederländischen Antillen organisiert wurde. 2013 nahm sie an der Tall Ship Regatta im Mittelmeer, 2016 an der Black Sea Tall Ship Regatta und 2017 an den Tall Ship Races sowie dem Hamburger Hafengeburtstag teil.
Am 20. Juni 2017 kollidierte die Royal Helena mit dem spanischen Segelschiff Victoria – dem Nachbau einer Karacke bzw. Nao aus dem 16. Jahrhundert –, als sie bei der Einfahrt in den niederländischen Hafen Oudeschild auf Texel in das vor Anker liegende Schiff fuhr. Die Kollision, vor allem aber mangelndes Interesse von Touristen in Bulgarien, hohe Instandhaltungskosten und daraus resultierende Schulden machten den Betrieb des Schiffes unwirtschaftlich. Im Sommer 2018 verkaufte der Betreiber den Segler.

### Dominikanisches SegelschulschiffJuan Bautista Cambiaso
Am 25. August 2018 übernahm die Marine der Dominikanischen Republik das Schiff, um es als Schulschiff zu nutzen. Ursprünglich sollte der Segler den Namen der dominikanischen Freiheitskämpferin María Trinidad Sánchez erhalten, doch noch nach dem Verkauf wurde er in Juan Bautista Cambiaso geändert. Der in Genua geborene Admiral Juan Bautista Cambiaso war 1844 Gründer der Marine des Landes. Er hatte 1844 in der Seeschlacht von Tortuga mit drei Schonern drei Kriegsschiffe Haitis besiegt und damit die Seeherrschaft im dominikanischen Unabhängigkeitskrieg gesichert. Bereits vor der Neuerwerbung von 2018 hatte ein Schiff diesen Namen getragen: 1947 hatte die Marine die kanadische Korvette Belleville der Flower-Klasse erworben und bis zum Abwracken 1972 als Schulschiff genutzt.
Seit der Überführung des Schiffes mit einer gemischten bulgarisch-dominikanischen Mannschaft nutzt die Marine die Juan Bautista Cambiaso für die Kadetten- und Offiziersausbildung. Zur Besatzung gehören bei dieser Aufgabe eine Stammmannschaft von 12 Offizieren und Mannschaften sowie bis zu 37 Kadetten. Neben der Ausbildung nutzt die Marine den Segler für repräsentative Aufgaben, um das Ansehen des Landes durch die Teilnahme an internationalen Segelveranstaltungen zu steigern und für das Land zu werben.